# Gravity Media Belgium
Gravity Media Belgium, voorheen EMG Belgium, is een Belgisch mediabedrijf dat de technische faciliteiten verzorgt bĳ televisieproducties en evenementen, zowel binnen België als in het buitenland. EMG is gevestigd in Vilvoorde en beschikt over een ENG-afdeling, meerdere televisiestudio's en reportagewagens, montagesets en videoverbindingen met de eindregies. Enkele werken uit hun portfolio zĳn K2 zoekt K3, Blokken, Switch en De Slimste Mens. Ook registreert het bedrĳf sportevenementen.
EMG Belgium is in 1980 begonnen als ENG Videohouse. Dit bedrijf werd in 1997 verkocht aan het Nederlands Omroepproduktie Bedrĳf (NOB). Door opstapelende verliezen moest het NOB in 2002 opsplitsen, en Videohouse werd in 2004 samen met NOB Decor, Cinevideogroep, NOB Deutschland en NOB Hungaria overgenomen door United Broadcast Facilities (UBF). In 2007 fuseerde UBF met het Franse Euro Média Télévision tot de Euro Media Group (EMG).
Sinds 31 augustus 2021 is de naam Videohouse veranderd in EMG Belgium om samen met de zusterbedrĳven binnen de EMG Groep een sterker merk te vormen.
Op 17 juli 2025 is bekendgemaakt dat EMG en Gravity Media voortaan onder één wereldwijd merk zullen opereren: Gravity Media.